# Jesús Miguel García Iturrioz
Jesús Miguel García Iturrioz   (Portugalete, 30 de novembre de 1955) és un exprofessor, redactor i esperantista basc.
Va aprendre esperanto l'any 1980 i va portar a terme l'activitat en relació amb la llengua principalment al Grup Esperantista de Bilbao, en el qual va ocupar diferents càrrecs, com ara president, secretari, tresorer i bibliotecari. Va ser l'organitzador principal del 49è Congrés Espanyol d'Esperanto el 1989 i del 6è Congrés Europeu d'Esperanto el 2004, tots dos celebrats a la mateixa ciutat.
Durant molts anys ha estat redactor de "Nia Ponto", l'òrgan oficial del Grup Esperantista de Bilbao, i ha publicat diversos escrits i articles. Va ser el coordinador de la traducció al castellà de Zamenhof Street de Roman Dobrzynski. És també autor de Historia de la Llengua Internacional Esperanto a Biscaia (en castellà).
Va ser professor de matemàtiques a la Universitat del País Basc fins que es va jubilar el 2016. Al llarg de molts anys va dirigir un curs d'esperanto reconegut per la universitat com a assignatura oficial.
D'ençà del 2017, és tresorer de la Federació Espanyola d'Esperanto.